# Морфин-3-глюкуронид
Морфин-3-глюкуронид — метаболит морфина, производимый изоферментом UGT2B7. Не активен в качестве опиоидного агониста, но имеет некоторую активность, как конвульсант, связанную с его воздействием на глициновые и ГАМК-рецепторы. Как полярное соединение, морфин-3-глюкуронид имеет ограниченную способность к проникновению через гематоэнцефалический барьер, однако почечная недостаточность может привести к накоплению его в организме и, в результате, к судорогам. Пробенецид и ингибиторы P-гликопротеина могут способствовать проникновению[уточнить] морфин-3-глюкуронида и в меньшей степени морфин-6-глюкуронида[страница не указана 2105 дней].

## Примечание
1. ↑  Coffman B.L., Rios G.R., King C.D., Tephly T.R. Human UGT2B7 catalyzes morphine glucuronidation (англ.) // Drug Metab. Dispos.[англ.] : journal. — 1997. — 1 January (vol. 25, no. 1). — P. 1—4. — PMID 9010622. Архивировано 29 сентября 2007 года.
2. ↑  Vindenes V., Ripel A., Handal M., Boix F., Mørland J. Interactions between morphine and the morphine-glucuronides measured by conditioned place preference and locomotor activity (англ.) // Pharmacology Biochemistry and Behavior[англ.] : journal. — 2009. — July (vol. 93, no. 1). — P. 1—9. — doi:10.1016/j.pbb.2009.03.013. — PMID 19351545.
3. ↑  Hemstapat K., Le L., Edwards S.R., Smith M.T. Comparative studies of the neuro-excitatory behavioural effects of morphine-3-glucuronide and dynorphin a(2-17) following spinal and supraspinal routes of administration (англ.) // Pharmacology Biochemistry and Behavior[англ.] : journal. — 2009. — July (vol. 93, no. 4). — P. 498—505. — doi:10.1016/j.pbb.2009.06.016. — PMID 19580825.
4. ↑  Katzung B.G. [et al.] Basic & Clinical Pharmacology. — 13 ed. — 2015. — ISBN 978-0-07-182505-4. Архивировано 3 апреля 2019 года.